# 勒波尔
勒波尔（法語：Le Port，法語發音：[lə pɔʁ]）是法国海外省留尼汪的一个市镇，属于圣保罗区。

## 地理
勒波尔（20°56'22"S, 55°17'14"E）面积16.62 平方千米，位于法国海外省留尼汪。
与勒波尔接壤的市镇（或旧市镇、城区）包括：拉波塞雄、圣保罗。
勒波尔的时区为UTC+04:00。

## 行政
勒波尔的邮政编码为97420，INSEE市镇编码为97407。

## 政治
勒波尔所属的省级选区为勒波尔县，其也是该县的中央投票站所在地。

## 人口
勒波尔于2022年1月1日时的人口数量为33670人。